# Timbres du Canada sous Victoria (1867-1901)

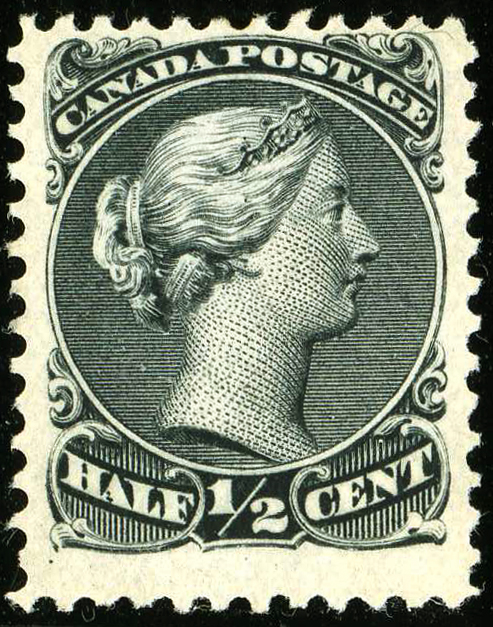
Timbre-poste canadien à l'effigie de la reine Victoria, émis en 1868.

À l'exception du timbre Penny impérial de 1898 et des timbres d'usages particuliers, l'effigie de la souveraine a toujours été présente sur les timbres canadiens pendant son règne. Les deux premières émissions arborent le même portrait de Victoria gravé par Alfred Jones, d'après une gravure de Charles Henry Jeens. Le lettrage et cadre sont gravés par Henry Earle Sr.

## Émission des grandes reines 1868-76
Ces timbres sont imprimés à Montréal sur papier vélin à perforation 12 les timbres de ½¢ noir, 1¢ rouge marron, 2¢ vert, 3¢ rouge, 6¢ marron foncé, 12½¢ bleu et 15¢ gris violet. Le 1¢ est réémis en jaune orange  puis un timbre de 5¢ vert olive. Certains de ces timbres furent imprimés sur papier comportant le filigrane de la E. & G. Bothwell, Clutha Mills.

### Émission des grandes reines sur papier vergé
Cette émission comporte le timbre le plus rare du Canada, le « 2 cents » vert sur papier vergé. Il n'a été découvert qu'en 1925 et à l'heure actuelle, seuls deux exemplaires sont connus. Lors d'une dernière vente ce timbre a dépassé les 200 000 dollars canadiens.